# Wolff von Lindenau
Wolff von Lindenau (* 19. November 1951 in Wildeshausen) ist ein deutscher Schauspieler und Sprecher.

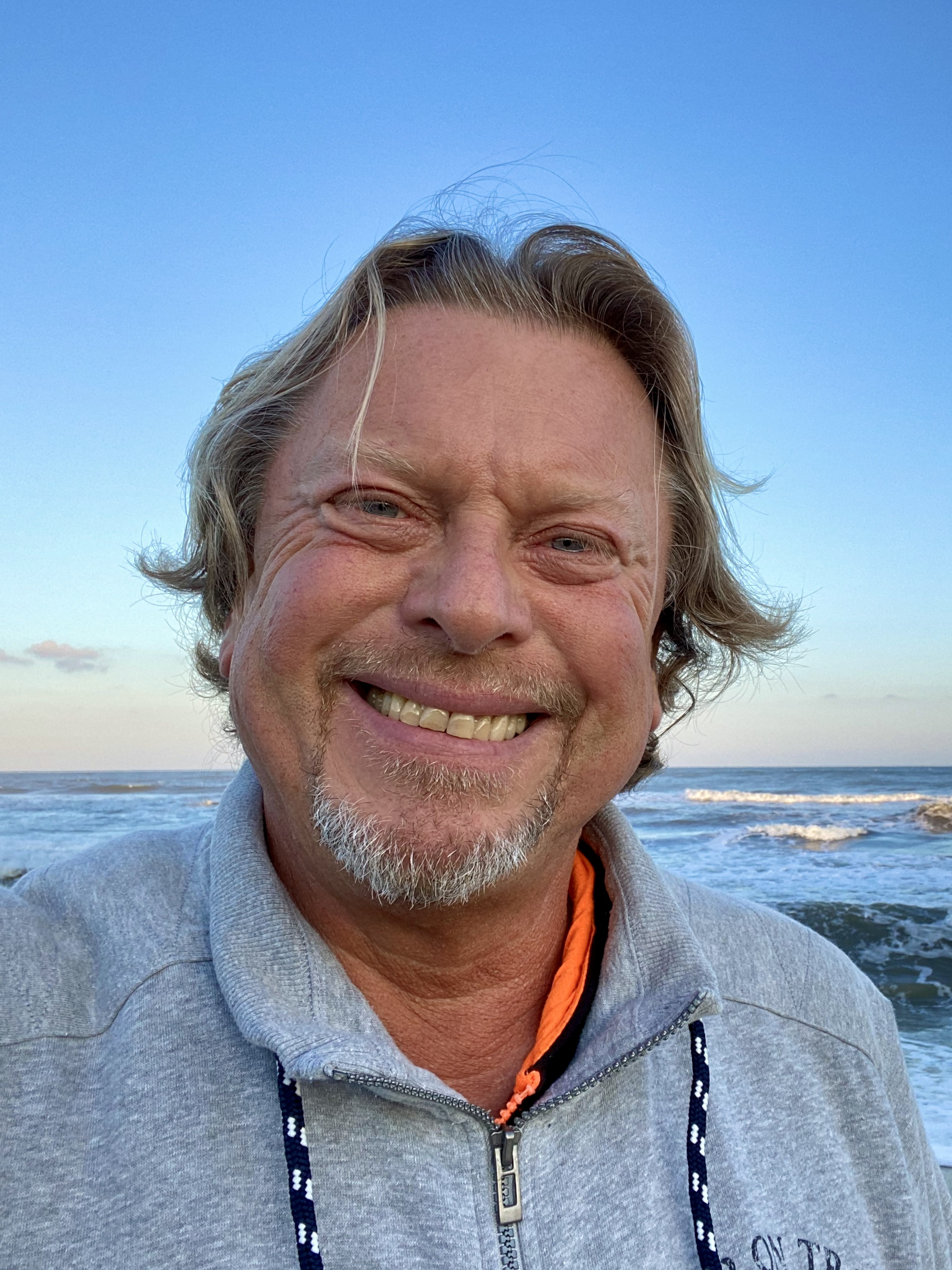
Wolff von Lindenau

## Leben
Wolff von Lindenau ist der Sohn eines Berliner Geschäftsmannes. Er lebte erst in Bremen, dann ein paar Jahre in Köln und ab dem 10. Lebensjahr wuchs er in Berlin-Zehlendorf auf. Dort besuchte er bis zur elften Klasse die Waldorfschule. Wolff von Lindenau interessierte sich schon als Jugendlicher sehr für Theater und war über mehrere Jahre Statist an der Deutschen Oper Berlin.
Nach seiner Ausbildung als Schaufenstergestalter und nach Abschluss des Abiturs auf dem Abendgymnasium, engagierte ihn die Pariser Revuegruppe Les Garçons Terribles. Nach drei Jahren Europa-Tournee besuchte er für weitere drei Jahre die Schauspielschule Renato Chibolini in Basel. Während der Ausbildung spielte er dort bereits am Piccolo Theater, das der Schule angeschlossen war.
Von 1980 bis 1985 war er als festes Ensemblemitglied am Stadttheater Heilbronn engagiert. Dort heiratete er Susanne Huber, die er bereits von der Schauspielschule her kannte. Das Paar bekam 1981 einen Sohn und 1983 eine Tochter. 2000 wurde die Ehe geschieden.
Seit 1985 lebt Wolff von Lindenau in Frankfurt am Main, wo er freiberuflich tätig ist, vorwiegend an der Komödie, am Fritz Rémond Theater und am Frankfurter Volkstheater. Auch in verschiedenen Fernsehproduktionen wirkte von Lindenau mit. Er synchronisierte zudem Charaktere für die Computerspiele Gothic II und Gothic 3.
Außerdem arbeitet er in diversen Tonstudios als Sprecher für Werbung, Computeranimationen und Filmsynchronisation.

## Filmografie
- 1986: Vorsicht Falle!
- 1986: Tatort – Blindflug
- 1988: Technologie Holz
- 1990: Auch das noch (Fernsehserie, Folge Du oder Keine)
- 1993: Der Geizhals
- 1994: Crash 2030 – Ermittlungsprotokoll einer Katastrophe
- 1994: Natalie – Endstation Babystrich
- 1996: Kurklinik Rosenau
- 1998: Nachtrunden
- 2000: Tatort – Mauer des Schweigens
- 2000: Eine Landpartie nach Königstein
- 2001: Tatort – Havarie
- 2004: Für immer und jetzt
- 2009: Verbotene Liebe
- 2010–2011: Der Schlunz (Fernsehserie, drei Folgen)

## Synchronrollen

### Filme (Auswahl)
- 1977: Für Ku Feng in Das Todesduell der Tigerkralle als Miao Tzu (Neue Szenen)
- 1981: Für Kwan Yeung in Das Grabmal der Shaolin als Abt Chi San (Neue Szenen)
- 1998: Für John Sessions in Cousine Bette als Direktor
- 2008: Für Anthony Wong Chau–Sang in The Underdog Knight als Dragon
- 2009: Für Pasha D. Lychnikoff in Perfect Sleep als Vassily
- 2010: Für Carlos Valencia in Vale Todo – Anything goes als Vicente Rodriguez

### Videospiele (Auswahl)
- 2001: Vampire: The Masquerade – Redemption
- 2001: Stronghold als Baumeister & Schwertkämpfer
- 2002: Gothic II als Lee, Lord Hagen, Angar, Brian u. a.
- 2003: Gothic II: Die Nacht des Raben als Bloodwyn, Cronos, Elvrich u. a.
- 2004: Sacred als Shaddar & Sergeant Reginald Treville
- 2005: Sacred Underworld als Shaddar der Helle
- 2006: Gothic 3 als Georg, Frithjof u.a
- 2006: Warhammer: Mark of Chaos als Großkanone & Mörser
- 2006: Star Trek: Legacy als Sternenflotten-Kapitän
- 2006: Darkstar One
- 2007: Anno 1701: Der Fluch des Drachen als Axayacatl
- 2008: S.T.A.L.K.E.R.: Clear Sky
- 2009: Fear 2: Project Origin als Colonel Richard Vanek
- 2010: Arcania als Lord Hagen
- 2010: Napoleon: Total War als Admiral
- 2010: Call of Duty: Black Ops als Steiner
- 2010: Tom Clancy’s H.A.W.X
- 2010: Anno 1404 als Giacomo Garibaldi
- 2011: Arcania – Fall of Setarrif als Lord Hagen
- 2011: Star Wars: The Old Republic
- 2012: The Secret World
- 2012: Diablo 3
- 2013: The Last of Us
- 2013: StarCraft II – Heart of the Swarm
- 2014: Risen 3: Titan Lords
- 2015: Bloodborne als Old Hunter Gehrman
- 2015: The Order: 1886 als Lord Darwin
- 2017: Resident Evil 7: Biohazard als Jack Baker
- 2017: Final Fantasy XV: Episode Gladiolus
- 2017: ELEX
- 2018: Detroit: Become Human als Zlatko
- 2020: Destroy All Humans!
- 2020: Desperados III als Onkel O'Hara
- 2022: ELEX 2 als Hagen[3]

## Theater

### Stadttheater Heilbronn
- in „Torquato Tasso“ als Alfons
- in „Die Dreigroschenoper“ als Mackie Messer
- in „Die Jungfrau von Orléans“ als Montgommery
- in „Irma la Douce“ als Bonbon
- in „Sextett“ als Denys
- in „Der Kaufmann von Venedig“ als Antonio
- in „Candide“ als Maximilian
- in „Mephisto“ als Juliette
- in „Der Verschwender“ als Dumont
- in „Unsere kleine Stadt“ als Spielleiter
- in „Das Leben des Galilei“ als Barberini
- in „Sweet Charity“ als Vittorio Vidal
- in „Im weissen Rössl“ als Sigismund
- in „Lauf nicht immer weg“ als Clive
- in „Momo“ als Gigi
- in „Merlin“ als Agrawain
- in „Ghetto“ als Muschkat
- in „Die Dame vom Maxim“ als Pfarrer

### Fritz Rémond Theater
- in „Spiel im Schloss“ als Adam
- in „Der nackte Wahnsinn“ als Roger/Gary
- in „Loriot’s Dramatische Werke“ in div. Rollen
- in „Richards Korkbein“ als Bonnie Prinz Charlie
- in „Stepping Out“ als Geoffrey
- in „Ghetto“ als Skrulik
- in „Mutter Courage“ als Feldherr
- in „Hauptmann von Köpenick“ als v. Schlettow
- in „Süßer die Glocken“ als Herbert Steinbrenner
- in „Männerhort“ als Pilot Helmut
- in „Das Haus am See“ als Charley
- in „Verlorene Liebesmüh“ als Longaville
- in „Der Diener zweier Herren“ als Pantalone
- in „Der Raub der Sabinerinnen“ als Karl Groß
- in „Der Mentor“ als Erwin Wangenroth
- in „Zieh den Stecker raus das Wasser kocht“ als Kalman M. Kaschtan
- in „Chaos auf Schloss Haversham“ als Perkins

### Volkstheater Frankfurt
- in „Viel Lärm um nichts“ als Benedikt
- in „Spanische Fliege“ als Dr. F. Gerlach
- in „Der Lügner“ als Lelio
- in „Urfaust“ als Wagner
- in „Der Widerspenstigen Zähmung“ als Lucentio
- in „Der fröhliche Weinberg“ als Knutzius
- in „Der Raub der Sabinerinnen“ als Dr. Neumeister
- in „Die Dreigroschenoper“ als Mackie Messer
- in „Der Vetter aus Dingsda “ als Roderich
- in „Die Feuerzangenbowle“ als Johannes Pfeiffer
- in „Der Diener zweier Herren“ als Truffaldino
- in „Das Geld liegt auf der Bank“ als Willi+Hans Böttcher
- in „Fifty-Fifty“ Revue, in diversen Rollen
- in „Amphitryon“ als Merkur
- in „Charley’s Tante“ als Freddy + Tante
- in „Der tolle Tag“ als Graf Almaviva
- in „Krach um Jolanthe“ als Lehrer Walter Meiners
- in „Mein Freund Harvey“ als Elwood P. Dowd
- in „Am Samstag kam Sams zurück“ als Herr Mon, Polizist, Tourist
- in „Meine Schwester und ich“ als Inhaber Schuhgeschäft
- in „Jedermann“ als Mammon
- in „Ein Käfig voller Narren (Musical)“ als Georges

### Die Komödie Frankfurt
- in „Wie wärs Mrs. Markham“ als Alister
- in „Trau keinem über 60“ als Tom
- in „Der muss es sein“ als Donald Tugg
- in „Das Haus in Montevideo“ als Herbert Kraft
- in „Alles auf Krankenschein“ als Dr. Connolly
- in „Wie du mir, so ich dir“ als Patrick
- in „Pension Schöller“ als Eugen
- in „Ich Marlene“ als Trio
- in „Mond über Buffelo“ als Howard
- in „Weekend im Paradies“ als von Giersdorf
- in „Champagnerkomödie“ als Steve
- in „Lauf doch nicht immer weg“ als Lionel Toop
- in „Herbstzeitlose Liebe“ als Kommissar Klein
- in „Taxi Taxi“ als Bobby Franklin
- in „Golden Girls“ in diversen Rollen
- in „Hexenschuss“ als Mr. Phips
- in „Der süßeste Wahnsinn“ als Pieptet

### Sommertheater Winterthur
- in „Ein Bett voller Gäste“ als Stanley
- in „Otello darf nicht platzen“ als Tito Merelli
- in „Zärtliche Machos“
- in „Hände weg von meiner Frau“ als George Bartelett
- in „Gaslicht“ als Inspektor Rough
- in „Eine unerwartete Freude“ als Richard Sheldon
- in „Der Floh im Ohr“ als Dr. Finache
- in „Warte bis es dunkel wird“ als Carlino
- in „Keine Leiche ohne Lilly“ als Richard Marshall
- in „Wer trägt schon rosa Hemden“ als Harry
- in „Tee Zitrone oder ohne“ als Richard
- in „Huldigung für Scottie“ als Scottie
- in „Der Zinker“ als Lew Friedman
- in „Ein seltsames Paar“ als Oscar
- in „Endlich allein“ als George Butler
- in „Der Regenmacher“ als H. C. Curry
- in „Und das am Hochzeitsmorgen“ als Dr. Drimmond
- in „Wir sind die Neuen“ als Johannes

### Komödie im Bayerischen Hof, München
- in „Lauf doch nicht immer weg“ als Pfarrer Lionel Topp
- in „Zwei ahnungslose Engel“ als A. M. Humboldt

### Andere Bühnen
- Theater Unterwegs
  - in „Die Ausreiser“ als Buddy
  - in „Der Hund des Gärtners“ Don Raimondo
  - in „Schweig Bub“ als Manfred

- Komödie Düsseldorf
  - in „Scherenschnitt“ als Leo Wuttig

- Festspiele Heppenheim
  - in „Der Diener zweier Herren“ als Silvio
  - in „Der Raub der Sabinerinnen“ als Dr. Neumeister

- Komödie Kassel
  - in „Helden“ als Bluntschli

- Theater am Dom Köln
  - in „Schein oder nicht Schein“ als Louis
  - in „Golden Girls“ diverse Rollen

- Grenzlandtheater Aachen
  - in „Ladies Night“ als Craig
  - in „Nabelschnüre“ in diversen Rollen

- Brüder-Grimm-Märchenfestspiele Hanau
  - in verschiedenen Märchen-Musicals in diversen Rollen

- Burgfestspiele Bad Vilbel
  - in „Ein Sommernachtstraum“ als Flaut / Thisbe

- Landesbühne Rheinland-Pfalz
  - in „Die Mausefalle“ als Giles Ralston
  - in „Eine etwas sonderbare Dame“ als Hannibal

- Büchnerbühne
  - in „Leonce und Lena“ als Valerio / König Peter

- Altes Schauspielhaus Stuttgart
  - in „Hexenjagd“ als Putnam / Cheever

- Stein’s Tivoli in Weiterstadt/Hessen
  - in „Happy Titanic“ – 2023/24